# Ten New Songs
Ten New Songs je desáté studiové album kanadského hudebníka Leonarda Cohena, vydané v říjnu roku 2001 hudebním vydavatelstvím Columbia Records. Spolu s Cohenem je autorkou všech písní Sharon Robinson, která album rovněž produkovala a hrála na něm na různé hudební nástroje (kromě ní a Cohena se na albu podílel pouze Bob Metzger hrající na kytaru v písni „In My Secret Life“). Album se umístilo na 143. příčce hitparády Billboard 200; v Kanadě získalo platinovou desku. Jde o Cohenovo první album od devět let staré nahrávky The Future.

## Seznam skladeb
Autory všech skladeb jsou Leonard Cohen a Sharon Robinson.
| Pořadí | Název                   | Délka |
| ------ | ----------------------- | ----- |
| 1.     | In My Secret Life       | 4:55  |
| 2.     | A Thousand Kisses Deep  | 6:29  |
| 3.     | That Don't Make It Junk | 4:28  |
| 4.     | Here It Is              | 4:18  |
| 5.     | Love Itself             | 5:26  |
| 6.     | By the Rivers Dark      | 5:20  |
| 7.     | Alexandra Leaving       | 5:25  |
| 8.     | You Have Loved Enough   | 5:41  |
| 9.     | Boogie Street           | 6:04  |
| 10.    | The Land of Plenty      | 4:35  |